# British Academy Film Awards 2005

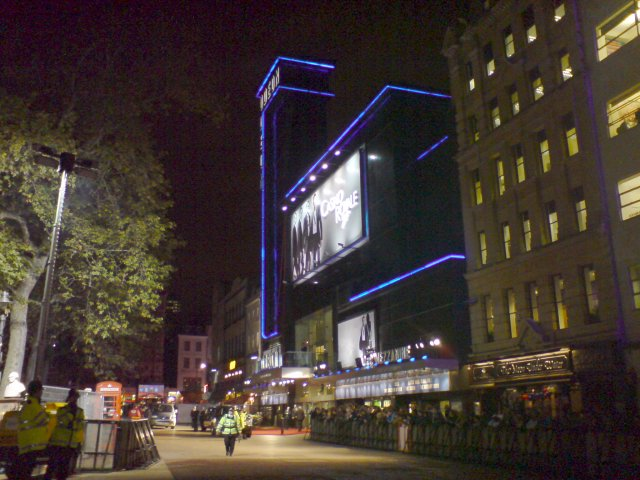
Odeon Leicester Square, der Veranstaltungsort

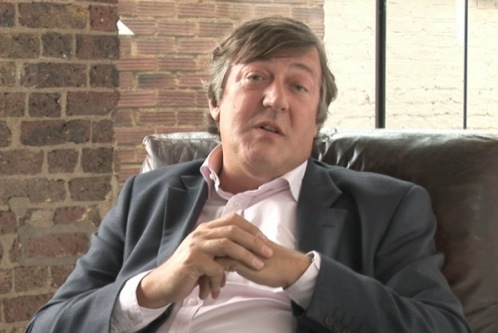
Stephen Fry, der Gastgeber der Veranstaltung

Die 58. Verleihung der British Academy Film Awards fand am 12. Februar 2005 im Odeon Leicester Square in London statt. Die Filmpreise der British Academy of Film and Television Arts (BAFTA) wurden in 21 Kategorien verliehen, hinzu kamen vier Spezial- bzw. Ehrenpreis-Kategorien, darunter letztmals die Auszeichnung eines Films mit dem Publikumspreis. Die Verleihung zeichnete Filme des Jahres 2004 aus. Gastgeber der Veranstaltung war der britische Schauspieler und Moderator Stephen Fry, der zum fünften Mal in Folge diese Funktion übernommen hatte.
| Film                                       | N  | A |
| ------------------------------------------ | -- | - |
| Aviator                                    | 14 | 4 |
| Vera Drake                                 | 11 | 3 |
| Wenn Träume fliegen lernen                 | 11 | 0 |
| House of Flying Daggers                    | 9  | 0 |
| Die Reise des jungen Che                   | 7  | 2 |
| Collateral                                 | 6  | 1 |
| Vergiss mein nicht!                        | 6  | 2 |
| Harry Potter und der Gefangene von Askaban | 4  | 0 |
| Ray                                        | 4  | 2 |
| Hautnah                                    | 3  | 1 |
| Die Kinder des Monsieur Mathieu            | 3  | 0 |
| Shaun of the Dead                          | 2  | 0 |
| Spider-Man 2                               | 2  | 0 |

## Preisträger und Nominierungen
Mit 14 Nominierungen galt Martin Scorseses Aviator im Vorfeld als großer Favorit und gewann mit vier BAFTAs schließlich die meisten Preise des Abends. Auch der Film Vera Drake konnte mit drei Preisen bei elf Nominierungen seiner Favoritenrolle gerecht werden. Große Verlierer der Verleihung waren hingegen Wenn Träume fliegen lernen und House of Flying Daggers, die bei elf bzw. neun Nominierungen leer ausgingen.

### Bester Film
Aviator (The Aviator) – Michael Mann, Sandy Climan, Graham King, Charles Evans Jr.
Die Reise des jungen Che (Diarios de motocicleta) – Michael Nozik, Edgard Tenenbaum, Karen Tenkhoff
Vera Drake – Simon Channing-Williams, Alain Sarde
Vergiss mein nicht! (Eternal Sunshine of the Spotless Mind) – Steve Golin, Anthony Bregman
Wenn Träume fliegen lernen (Finding Neverland) – Richard N. Gladstein, Nellie Bellflower

### Bester britischer Film
My Summer of Love – Tanya Seghatchian, Christopher Collins, Pawel Pawlikowski
Blutrache – Dead Man’s Shoes (Dead Man’s Shoes) – Mark Herbert, Shane Meadows
Harry Potter und der Gefangene von Askaban (Harry Potter and the Prisoner of Azkaban) – David Heyman, Chris Columbus, Mark Radcliffe, Alfonso Cuarón
Shaun of the Dead – Nira Park, Edgar Wright
Vera Drake – Simon Channing-Williams, Alain Sarde, Mike Leigh

### Beste Regie
Mike Leigh – Vera Drake
Marc Forster – Wenn Träume fliegen lernen (Finding Neverland)
Michel Gondry – Vergiss mein nicht! (Eternal Sunshine of the Spotless Mind)
Michael Mann – Collateral
Martin Scorsese – Aviator (The Aviator)

### Bester Hauptdarsteller
Jamie Foxx – Ray
Gael García Bernal – Die Reise des jungen Che (Diarios de motocicleta)
Jim Carrey – Vergiss mein nicht! (Eternal Sunshine of the Spotless Mind)
Johnny Depp – Wenn Träume fliegen lernen (Finding Neverland)
Leonardo DiCaprio – Aviator (The Aviator)

### Beste Hauptdarstellerin
Imelda Staunton – Vera Drake
Charlize Theron – Monster
Kate Winslet – Vergiss mein nicht! (Eternal Sunshine of the Spotless Mind)
Kate Winslet – Wenn Träume fliegen lernen (Finding Neverland)
Zhang Ziyi – House of Flying Daggers (十面埋伏 Shí Miàn Mái Fú)

### Bester Nebendarsteller
Clive Owen – Hautnah (Closer)
Alan Alda – Aviator (The Aviator)
Phil Davis – Vera Drake
Rodrigo de la Serna – Die Reise des jungen Che (Diarios de motocicleta)
Jamie Foxx – Collateral

### Beste Nebendarstellerin
Cate Blanchett – Aviator (The Aviator)
Julie Christie – Wenn Träume fliegen lernen (Finding Neverland)
Heather Craney – Vera Drake
Natalie Portman – Hautnah (Closer)
Meryl Streep – Der Manchurian Kandidat (The Manchurian Candidate)

### Bestes adaptiertes Drehbuch
Alexander Payne, Jim Taylor – Sideways
Christophe Barratier, Philippe Lopes-Curval – Die Kinder des Monsieur Mathieu (Les choristes)
David Magee – Wenn Träume fliegen lernen (Finding Neverland)
Patrick Marber – Hautnah (Closer)
José Rivera – Die Reise des jungen Che (Diarios de motocicleta)

### Bestes Original-Drehbuch
Charlie Kaufman – Vergiss mein nicht! (Eternal Sunshine of the Spotless Mind)
Stuart Beattie – Collateral
Mike Leigh – Vera Drake
John Logan – Aviator (The Aviator)
James L. White – Ray

### Beste Kamera
Dion Beebe, Paul Cameron – Collateral
Éric Gautier – Die Reise des jungen Che (Diarios de motocicleta)
Robert Richardson – Aviator (The Aviator)
Roberto Schaefer – Wenn Träume fliegen lernen (Finding Neverland)
Zhao Xiaoding – House of Flying Daggers (十面埋伏 Shí Miàn Mái Fú)

### Bestes Szenenbild
Dante Ferretti – Aviator (The Aviator)
Stuart Craig – Harry Potter und der Gefangene von Askaban (Harry Potter and the Prisoner of Azkaban)
Gemma Jackson – Wenn Träume fliegen lernen (Finding Neverland)
Tingxiao Huo – House of Flying Daggers (十面埋伏 Shí Miàn Mái Fú)
Eve Stewart – Vera Drake

### Beste Kostüme
Jacqueline Durran – Vera Drake
Alexandra Byrne – Wenn Träume fliegen lernen (Finding Neverland)
Sandy Powell – Aviator (The Aviator)
Sammy Sheldon – Der Kaufmann von Venedig (The Merchant of Venice)
Emi Wada – House of Flying Daggers (十面埋伏 Shí Miàn Mái Fú)

### Beste Maske
Kathryn Blondell, Siân Grigg, Morag Ross – Aviator (The Aviator)
Christine Blundell – Wenn Träume fliegen lernen (Finding Neverland)
Christine Blundell – Vera Drake
Siu-Mui Chau, Lee-na Kwan, Xiaohai Yang – House of Flying Daggers (十面埋伏 Shí Miàn Mái Fú)
Nick Dudman, Eithne Fennel, Amanda Knight – Harry Potter und der Gefangene von Askaban (Harry Potter and the Prisoner of Azkaban)

### Beste Filmmusik
Gustavo Santaolalla – Die Reise des jungen Che (Diarios de motocicleta)
Craig Armstrong – Ray
Bruno Coulais – Die Kinder des Monsieur Mathieu (Les choristes)
Jan A. P. Kaczmarek – Wenn Träume fliegen lernen (Finding Neverland)
Howard Shore – Aviator (The Aviator)

### Bester Schnitt
Valdís Óskarsdóttir – Vergiss mein nicht! (Eternal Sunshine of the Spotless Mind)
Long Cheng – House of Flying Daggers (十面埋伏 Shí Miàn Mái Fú)
Jim Clark – Vera Drake
Jim Miller, Paul Rubell – Collateral
Thelma Schoonmaker – Aviator (The Aviator)

### Bester Ton
Karen M. Baker, Bob Beemer, Steve Cantamessa, Per Hallberg, Scott Millan, Greg Orloff – Ray
Tom Fleischman, Eugene Gearty, Petur Hliddal, Philip Stockton – Aviator (The Aviator)
Jeffrey J. Haboush, Kevin O’Connell, Paul N. J. Ottosson, Greg P. Russell – Spider-Man 2
Elliott Koretz, Michael Minkler, Myron Nettinga, Lee Orloff – Collateral
Roger Savage, Jing Tao – House of Flying Daggers (十面埋伏 Shí Miàn Mái Fú)

### Beste visuelle Effekte
Remo Balcells, Neil Corbould, Karen E. Goulekas, Greg Strause – The Day After Tomorrow
Andy Brown, Luke Hetherington, Angie Lam, Kirsty Millar – House of Flying Daggers (十面埋伏 Shí Miàn Mái Fú)
Tim Burke, Bill George, Roger Guyett, Karl Mooney, John Richardson – Harry Potter und der Gefangene von Askaban (Harry Potter and the Prisoner of Azkaban)
John Dykstra, John Frazier, Anthony LaMolinara, Scott Stokdyk – Spider-Man 2
Matthew Gratzner, Robert Legato, R. Bruce Steinheimer, Peter G. Travers – Aviator (The Aviator)

### Beste Nachwuchsleistung (Carl Foreman Award)
Amma Asante – A Way of Life
Shona Auerbach – Lieber Frankie (Dear Frankie)
Andrea Gibb – AfterLife
Nira Park – Shaun of the Dead
Matthew Vaughn – Layer Cake

### Bester animierter Kurzfilm
Birthday Boy – Andrew Gregory, Sejong Park
City Paradise – Erika Forzy, Gaëlle Denis
Heavy Pockets – Sarah Cox, Jane Robertson
His Passionate Bride – Sylvie Bringas, Monika Forsberg
Little Things – Daniel Greaves

### Bester Kurzfilm
The Banker – Kelly Broad, Hattie Dalton
Can’t Stop Breathing – Ravinder Basra, Amy Neil
Elephant Boy – René Mohandas, Durdana Shaikh
Knitting A Love Song – Debbie Ballin, Annie Watson
Six Shooter – Mia Bays, Kenton Allen, Martin McDonagh

### Bester nicht-englischsprachiger Film
Die Reise des jungen Che (Diarios de motocicleta), Argentinien/USA/Chile/Peru/Brasilien/Großbritannien/Deutschland/Frankreich – Michael Nozik, Walter Salles, Edgard Tenenbaum, Karen Tenkhoff
Die Kinder des Monsieur Mathieu (Les choristes), Frankreich – Christophe Barratier, Arthur Cohn, Nicolas Mauvernay, Jacques Perrin
House of Flying Daggers (十面埋伏 Shí Miàn Mái Fú), Hongkong – William Kong, Zhang Yimou
La mala educación – Schlechte Erziehung (La mala educación), Spanien – Agustín Almodóvar, Pedro Almodóvar
Mathilde – Eine große Liebe (Un long dimanche de fiançailles), Frankreich – Francis Boespflug, Jean-Pierre Jeunet

## Ehrenpreise

### Academy Fellowship
- John Barry – britischer Filmkomponist
- David Frost – britischer Fernsehmoderator

### Herausragender britischer Beitrag zum Kino (Michael Balcon Award)
(Outstanding British Contribution to Cinema)
- Angela Allen MBE – Script Supervisor (Hamlet, Tee mit Mussolini)

### Special Award
- Nick Broomfield – britischer Dokumentarfilmer

### Publikumspreis(Orange Film of the Year)
- Harry Potter und der Gefangene von Askaban (Harry Potter and the Prisoner of Azkaban)